# Venus (Frankie Avalon)
Venus è un singolo scritto da Ed Marshall e Peter DeAngelis. Frankie Avalon registrò la versione più famosa di questo brano, che infatti arrivò 1# nella classifica Billboard Hot 100, dove rimase per cinque settimane e in Italia per quattro settimane; inoltre la canzone raggiunse anche la seconda posizione nelle Fiandre in Belgio e la 10# posizione nella classifica R&B. 
Il testo descrive la supplica di un uomo a Venere affinché possa mandargli una ragazza da amare che possa contraccambiarlo.
La canzone è ripresa nella serie tv "Dexter" in quanto è la canzone preferita dal killer Trinity. Nel momento in cui Dexter riesce a portare il killer sul suo "tavolo", questo ultimo gli chiede di mettere la canzone sul giradischi prima di morire, Dexter acconsente e Trinity muore cantando le strofe di questa canzone

## Altre versioni del brano
- Nel Regno Unito Dickie Valentine realizzò una cover della canzone nel 1959.
- Johnny Mathis registrò una sua versione nel 1968, e Barry Manilow pubblicò a sua volta una cover di questa versione nel 2006
- Nel 1976 Avalon realizzò una nuova versione disco di Venus, la quale aiutò a rilanciare la sua carriera.
- In Italia, nel 1982, Peppino di Capri pubblica l'album Juke - Box (Splash, SPL 718) che contiene la cover di Venus.